# Hesperiphona
Hesperiphona är ett släkte med fåglar i familjen finkar inom ordningen tättingar. Släktet omfattar endast två arter som förekommer i Nord- och Centralamerika från Kanada till Guatemala:
- Aftonstenknäck (H. vespertina)
- Svarthuvad stenknäck (H. abeillei)

Släktet inkluderas ofta i Coccothraustes.